# کریستوس میلورودوس
کریستوس میلورودوس (به انگلیسی: Christos Mylordos) (زاده ۳۰ آوریل ۱۹۹۱) خواننده یونانی-قبرسی است.
او در مسابقه آواز یوروویژن ۲۰۱۱ نماینده قبرس بود.